# Afranthidium pusillum
Afranthidium pusillum là một loài Hymenoptera trong họ Megachilidae. Loài này được Morawitz mô tả khoa học năm 1895.